# 25 aC

## Esdeveniments

### Judea
- Creació del regne de Mauritània per part dels romans, així com annexió de la província anomenada Galàtia
- Fam a Judea
- Fundació de Mèrida.

### Hispania
- Els pobles galaics són derrotats per les tropes romanes.[1]

## Naixements
- Aule Corneli Cels autor de De Medicina.